# ドーラ・リッチモンド

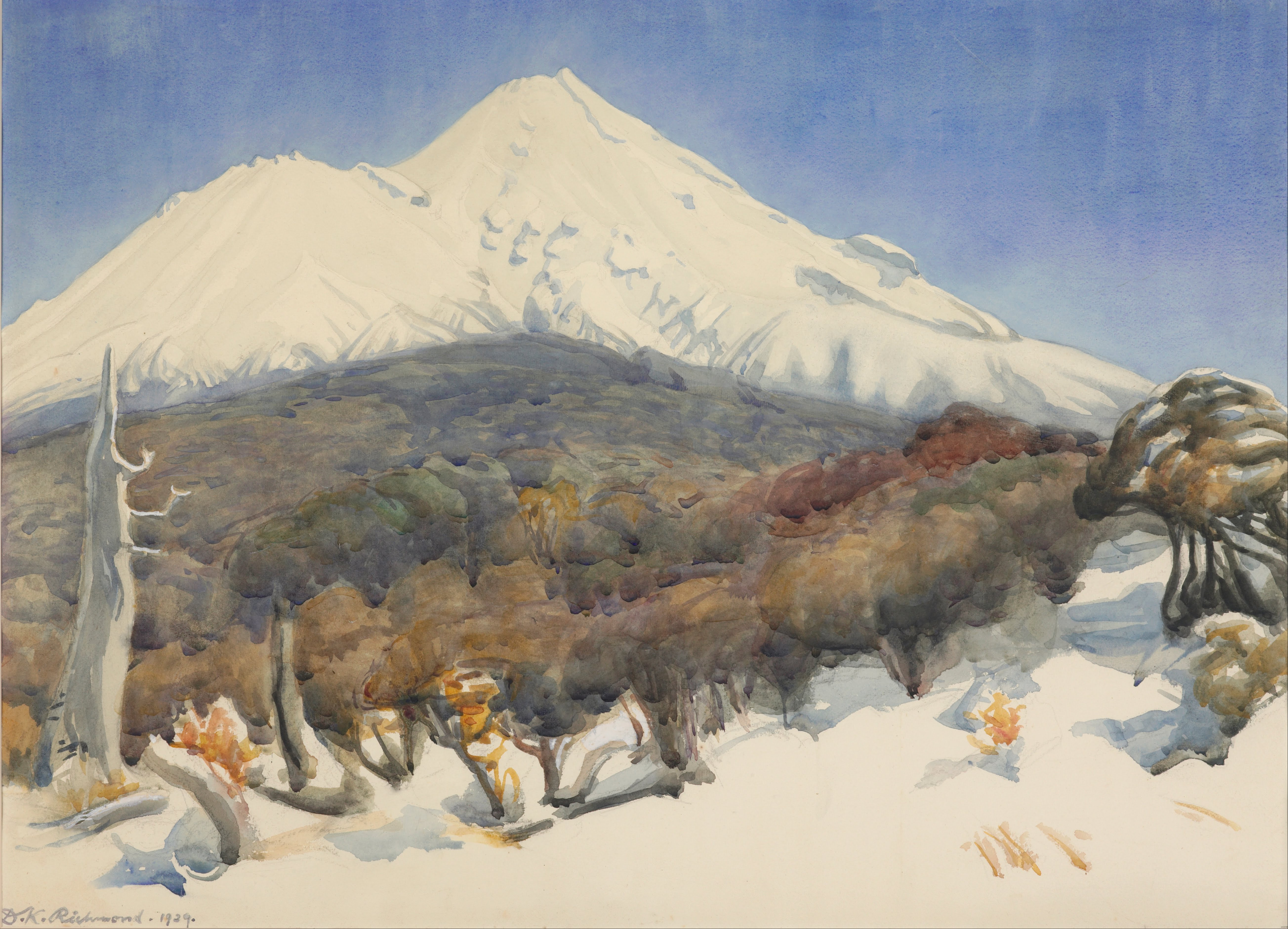
ドーラ・リッチモンド作「タラナキ山(エグモント山)」、ニュージーランド国立博物館蔵

ドーラ・リッチモンド（Dolla Richmond、本名: Dorothy Kate Richmond、1861年9月12日 - 1935年4月16日）はニュージーランドの画家である。水彩画を得意とし、風景画や静物画を描いた。

## 略歴
ニュージーランド、オークランドのパーネルに生まれた。父親のジェームズ・クロウ・リッチモンド(James Crowe Richmond)は、ロンドン出身の、ジャーナリスト、政治家で、アマチュア画家でもあった。家族は1862年にネルソンに移り、父親はニュージーランド南島の最初の新聞「The Nelson Examiner and New Zealand Chronicle」の編集者になった。1865年に母親が亡くなると、家族はタラナキ地方に移り、父親がしばしば不在になると彼女とその兄弟は親戚の世話になった。1869年頃、再びネルソンに移った。
ネルソンの女子校に入学した後、ドーラが美術に興味を示すと、1873年に父親はドーラと2人の姉を美術の勉強のためにヨーロッパに伴い、ドーラはベッドフォード・カレッジに入学し、スレード美術学校でアルフォンス・ルグロに学んだ。1880年までにスレード美術学校の奨学生になった。
1880年代初めに、ニュージーランドに帰国し、家族の世話を始めた後、1883年に設立されたネルソンの女子学校の教師になった。1885年からニュージーランドの美術アカデミーの展覧会に出展をはじめ、ウェリントンで美術学校を開いたジェームズ・ネアンのもとで、絵の修行を再開した。
1898年に父親が亡くなった後、再びヨーロッパに修行に出て、1901年にニュージーランドからロンドンに留学してきたフランシス・ホジキンスと知り合い、2人でフランスやイタリアを旅した。1903年12月に2人はニュージーランドに帰国し、ウェリントンに共同でスタジオを開き、美術教室も開いた。
1906年にホジキンスは再びヨーロッパに渡り活動するが、リッチモンドはウェリントンで美術教師を続けた。 1909年頃から1924年の間はEsther Mary Baberが校長を務める、Fitzherbert Terrace School (後のサミュエル・マースデン・コレジエイトスクール:Samuel Marsden Collegiate School)で授業を行った。1904年からニュージーランド美術アカデミーの理事を務め、1928年に永世会員の称号を贈られた。

## 作品

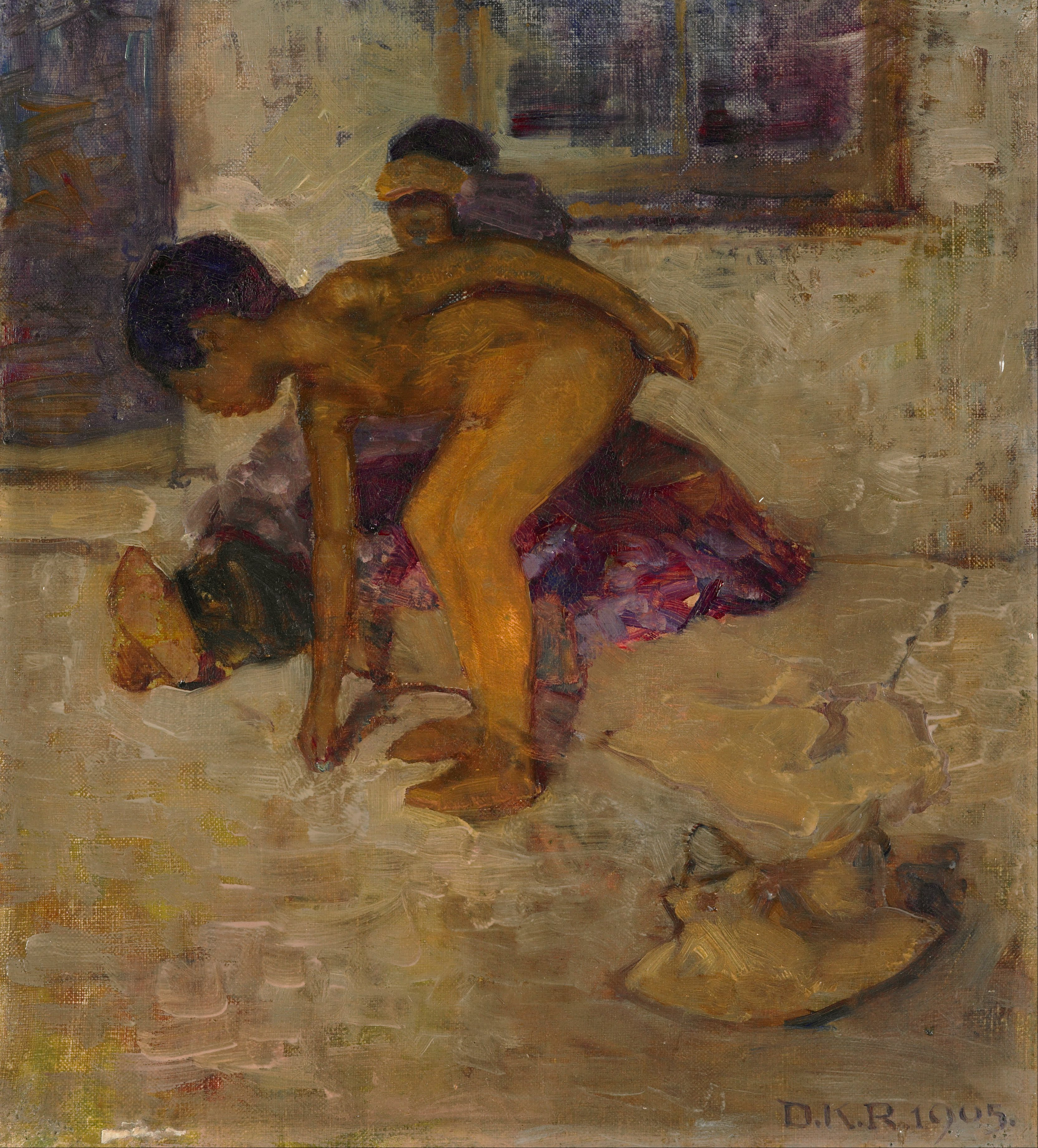
Purple and bronze (1905)
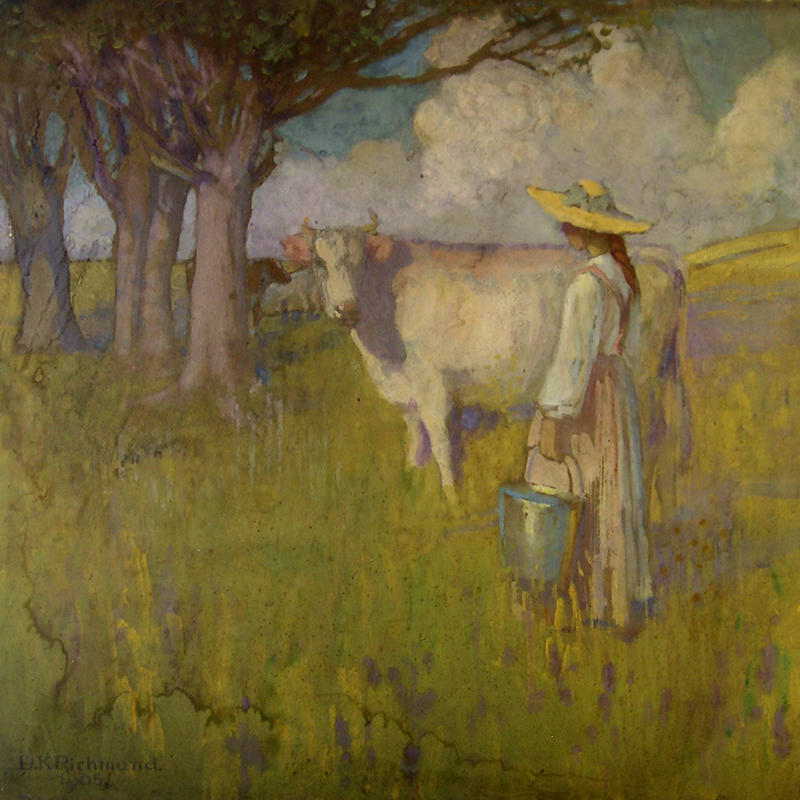
白い牛 (1905)
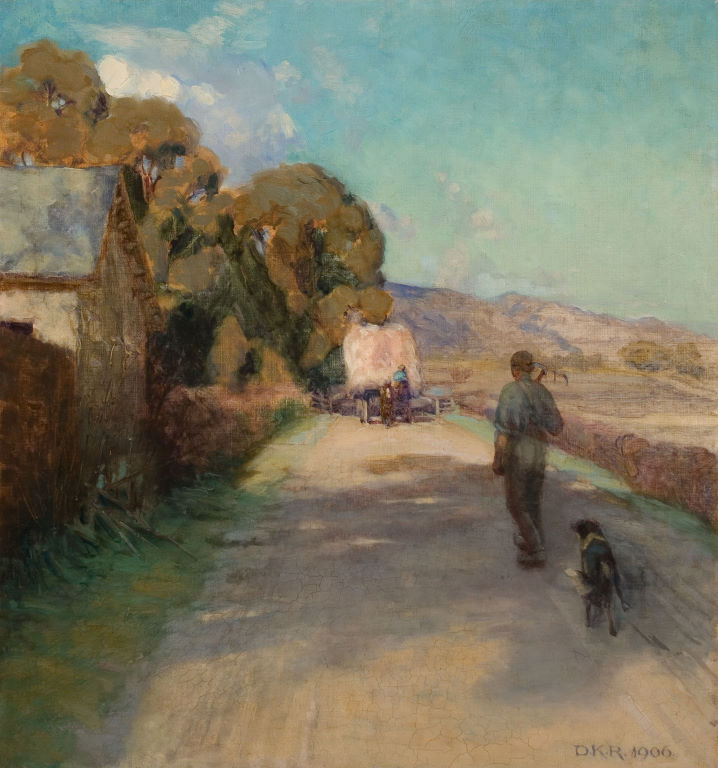
田舎道 (1906)
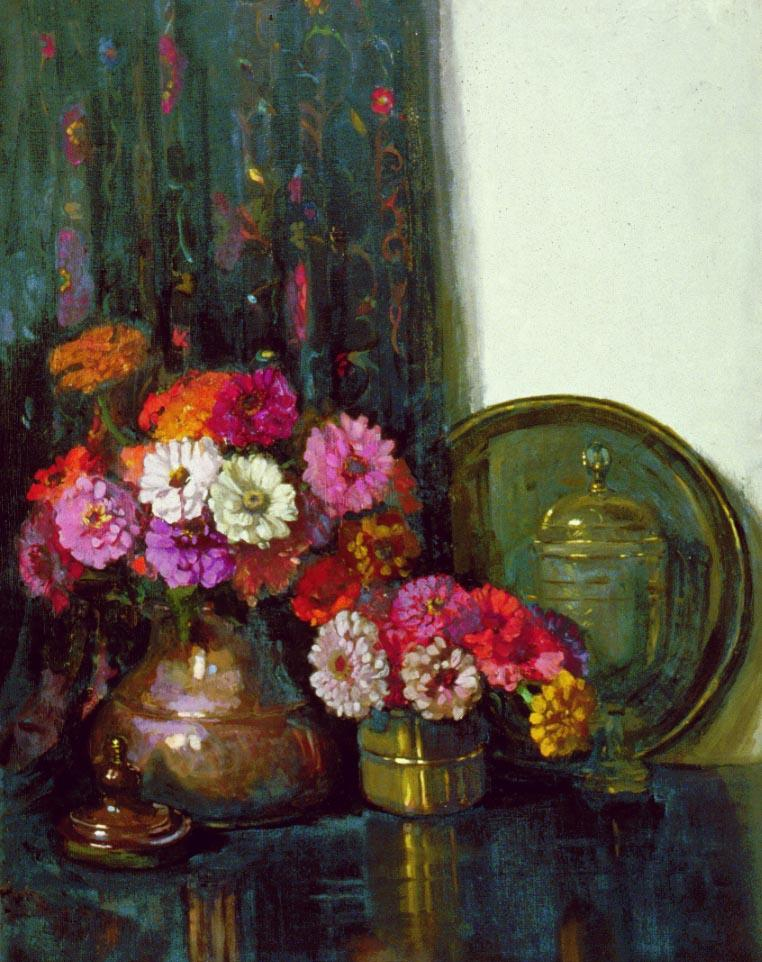
静物画

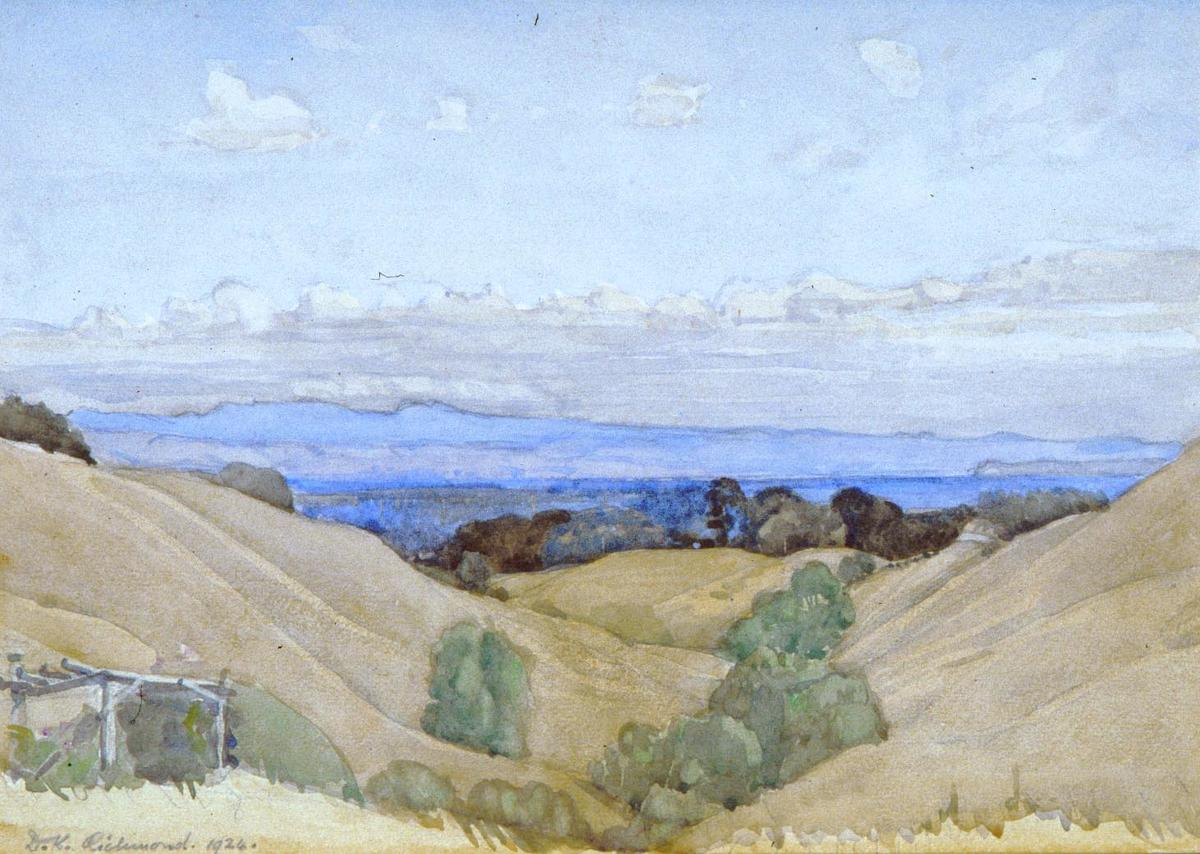
"From Havelock North" サージャント美術館
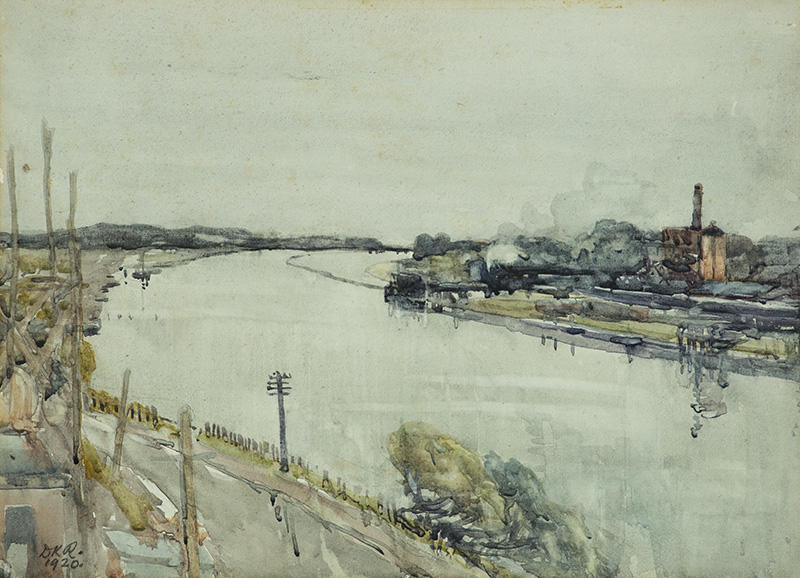
ワンガヌイ川の風景
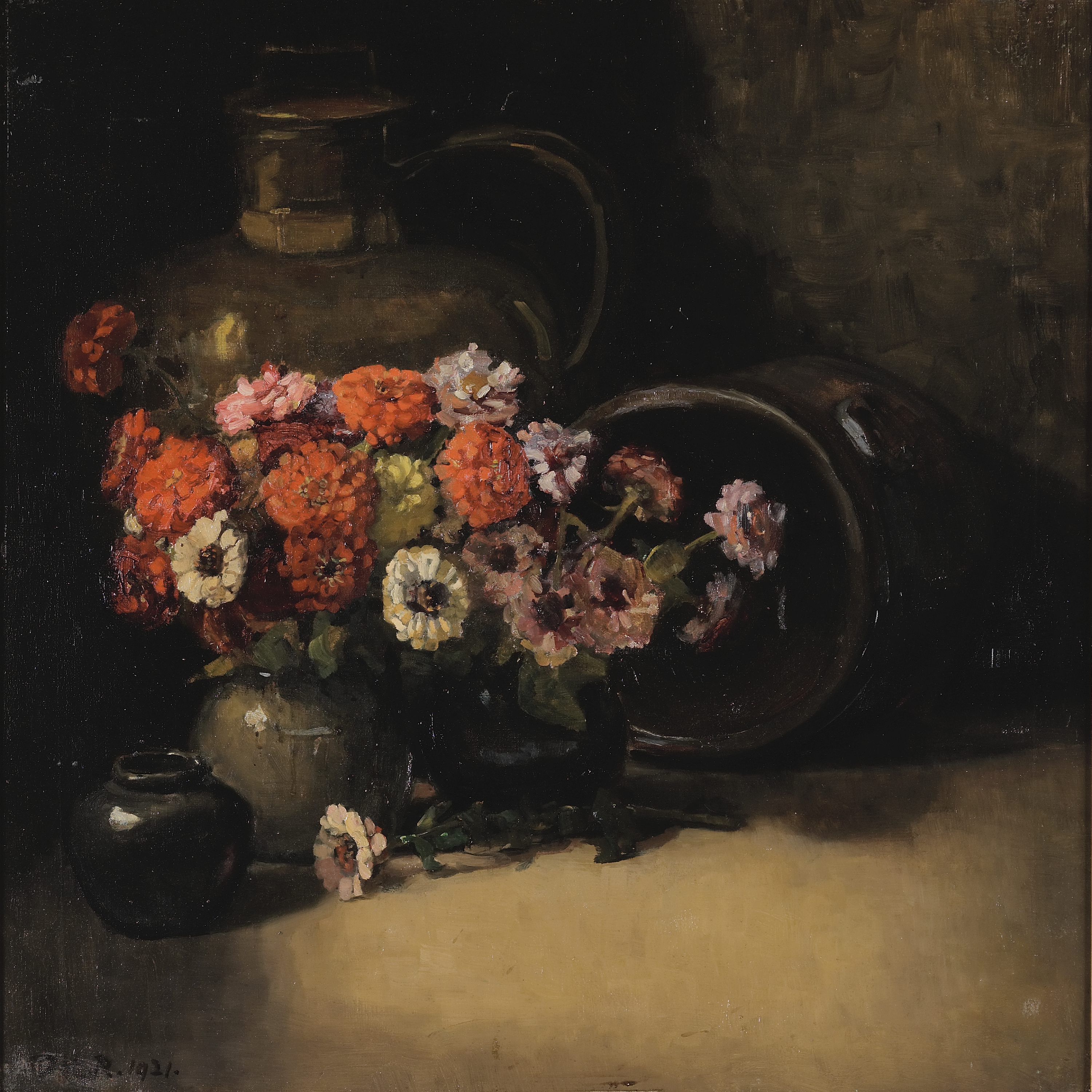
静物画、ニュージーランド国立博物館